# Liste des Premiers ministres du Suriname
La liste des Premiers ministres du Suriname recense les personnes qui ont occupé la fonction de premier ministre du Suriname de la création de cette fonction en juin 1949 jusqu'à sa suppression le 26 janvier 1988.
| #  | Premier ministre | Premier ministre              | Dates du mandat  | Dates du mandat  | Parti       |
| -- | ---------------- | ----------------------------- | ---------------- | ---------------- | ----------- |
| 1  |                  | Julius Caesar de Miranda      | juin 1949        | 5 avril 1951     | PSV         |
| 2  |                  | Jacques Drielsma              | 5 avril 1951     | 4 juin 1951      | Indépendant |
| 3  |                  | Johannes Ate Eildert Buiskool | 4 juin 1951      | 6 septembre 1952 | Indépendant |
| 4  |                  | Adriaan Alberga               | 6 septembre 1952 | 4 décembre 1952  | Indépendant |
| -  |                  | Archibald Currie (intérim)    | 4 décembre 1952  | 20 août 1954     | NPS         |
| 5  |                  | Archibald Currie              | 20 août 1954     | 16 avril 1955    | NPS         |
| 6  |                  | Johan Ferrier                 | 16 avril 1955    | 16 juillet 1958  | SDP         |
| 7  |                  | Severinus Desiré Emanuels     | 16 juillet 1958  | 23 juin 1963     | NPS         |
| 8  |                  | Johan Adolf Pengel            | 23 juin 1963     | 5 mars 1969      | NPS         |
| -  |                  | Arthur J. May (intérim)       | 5 mars 1969      | 20 novembre 1969 | Indépendant |
| 9  |                  | Jules Sedney                  | 20 novembre 1969 | 24 décembre 1973 | PSV         |
| 10 |                  | Henck Arron                   | 24 décembre 1973 | 25 février 1980  | NPS         |
| 11 |                  | Henk Chin A Sen               | 25 février 1980  | 4 février 1982   | PNR         |
| 12 |                  | Henry R. Neijhorst            | 4 février 1982   | 9 décembre 1982  | Indépendant |
| 13 |                  | Errol Alibux                  | 26 février 1983  | 8 janvier 1984   | PALU        |
| 14 |                  | Wim Udenhout                  | 8 janvier 1984   | 17 juillet 1986  | Indépendant |
| 15 |                  | Pretaap Radhakishun           | 17 juillet 1986  | 7 avril 1987     | BVD         |
| 16 |                  | Jules Wijdenbosch             | 7 avril 1987     | 26 janvier 1988  | NDP         |